# Comuna de Trzebiel
Trzebiel (polaco: Gmina Trzebiel) é uma gminy (comuna) na Polónia, na voivodia da Lubúsquia e no condado de Żarski. A sede do condado é a cidade de Trzebiel.
De acordo com os censos de 2004, a comuna tem 5797 habitantes, com uma densidade 34,8 hab/km².
Nome em alemão: Triebel

## Área
Estende-se por uma área de 166,59 km², incluindo:
- área agrícola: 38%
- área florestal: 52%

## Demografia
Dados de 30 de Junho 2004:
|                      | Total   | Total | Mulheres | Mulheres | Homens  | Homens |
| -------------------- | ------- | ----- | -------- | -------- | ------- | ------ |
|                      | pessoas | %     | pessoas  | %        | pessoas | %      |
| População            | 5797    | 100   | 2934     | 50,6     | 2863    | 49,4   |
| Densidade (pop./km²) | 34,8    | 100   | 17,6     | 17,6     | 17,2    | 17,2   |

De acordo com dados de 2002, o rendimento médio per capita ascendia a 1268,19 zł.

## Subdivisões
- Buczyny, Chudzowice, Chwaliszowice, Czaple, Dębinka, Jasionów, Jędrzychowice, Jędrzychowiczki, Kałki, Kamienica nad Nysą Łużycką, Karsówka-Wierzbięcin-Siemiradz, Królów, Łuków, Marcinów, Mieszków, Niwica-Gniewoszyce, Nowe Czaple-Bronowice-Pustków, Olszyna, Przewoźniki, Rytwiny, Siedlec-Bukowina, Stare Czaple, Strzeszowice, Trzebiel, Włostowice, Żarki Małe, Żarki Wielkie.

Miejscowość niesołecka: Bogaczów.

## Comunas vizinhas
- Brody, Lipinki Łużyckie, Łęknica, Przewóz, Comuna de Tuplice.